# 厚叶素馨
厚叶素馨（学名：Jasminum pentaneurum）为木犀科素馨属的植物。分布于越南以及中国大陆的广西、广东、海南等地，生长于海拔900米的地区，一般生长在灌丛、山谷及混交林中，目前尚未由人工引种栽培。